# Международна финансова анкетна комисия
Международната финансова анкетна комисия (International Financial Commission of Inquiry) е създадена през 1857 г. от трите велики сили акуширали независимостта на Гърция след Наваринското сражение, и която продължава дейността си до 1859 г. 
Целта ѝ е да излезе със становище за възможните мерки които да бъдат предприети от тогавашното правителство, за да може Гърция да изплати заема който получава през 1833 г., за да компенсира Османската империя за разширяването на границата си на север до линията Арта - Волос. 
Това е първият международен борд над публичните финанси на съвременна Гърция, наложен ѝ непосредствено след Кримската война. 